# Qualificazioni al Campionato africano femminile di pallacanestro 2013
Le qualificazioni per il Campionato africano di pallacanestro femminile 2013 misero in palio 7 posti per gli Campionati africani 2013 che si terranno in Mozambico.

## Qualificate
Nazione ospitante:
 Mozambico
Grazie ai risultati della precedente edizione:
- Nigeria
- Angola
- Senegal
- Mali

## Eliminatorie Zona I
| Squadra | P.ti | G | V | P | PF  | PS  | DP |
| ------- | ---- | - | - | - | --- | --- | -- |
| Algeria | 2    | 2 | 1 | 1 | 114 | 111 | +3 |
| Tunisia | 2    | 2 | 1 | 1 | 111 | 114 | -3 |

## Eliminatorie Zona II
Capo Verde unica partecipante e qualificata.

## Eliminatorie Zona III
| Squadra        | P.ti | G | V | P | PF  | PS  | DP  |
| -------------- | ---- | - | - | - | --- | --- | --- |
| Costa d'Avorio | 4    | 2 | 2 | 0 | 128 | 64  | +64 |
| Burkina Faso   | 0    | 2 | 0 | 2 | 64  | 128 | −64 |

## Eliminatorie Zona IV
| Squadra      | P.ti | G | V | P | PF  | PS  | DP  |
| ------------ | ---- | - | - | - | --- | --- | --- |
| Camerun      | 4    | 2 | 2 | 0 | 158 | 124 | +34 |
| RD del Congo | 0    | 2 | 0 | 2 | 124 | 158 | −34 |

## Eliminatorie Zona V
| Squadra  | P.ti | G | V | P | PF  | PS  | DP   |
| -------- | ---- | - | - | - | --- | --- | ---- |
| Kenya    | 10   | 5 | 5 | 0 | 382 | 245 | +137 |
| Egitto   | 8    | 5 | 4 | 1 | 395 | 263 | +132 |
| Uganda   | 6    | 5 | 3 | 2 | 315 | 294 | +21  |
| Ruanda   | 4    | 5 | 2 | 3 | 302 | 322 | -20  |
| Tanzania | 2    | 5 | 1 | 4 | 263 | 346 | -83  |
| Burundi  | 0    | 5 | 0 | 5 | 182 | 367 | -185 |

## Eliminatorie Zona VI
| Squadra  | P.ti | G | V | P | PF  | PS  | DP  |
| -------- | ---- | - | - | - | --- | --- | --- |
| Zimbabwe | 4    | 2 | 2 | 0 | 161 | 64  | +97 |
| Botswana | 0    | 2 | 0 | 2 | 64  | 161 | −97 |

## Eliminatorie Zona VII
Torneo non disputato.